# Blue Dragon Ral Ω Grad
Blue Dragon Ral Ω Grad (BLUE DRAGON ラルΩグラド, Burū Doragon Raru Gurado) és un manga escrit per Tsuneo Takano i dibuixat per Takeshi Obata. Va ser publicat en la revista Shōnen Jump entre l'any 2006 i el 2007, consta de 29 capítols més un epíleg que foren compilats en 4 tankōbon. A diferència de Blue Dragon ST, no segueix la història de Blue Dragon ni té els mateixos personatges, però segueix basat en aquest videojoc.